# Chuō Shinkansen
O Chuō Shinkansen (中央新幹線) é a linha maglev proposta que irá ligar Tóquio, Nagoya e Osaka no Japão, sendo o culminar do desenvolvimento do maglev desde 1970, um projecto financiado pelo governo iniciado pela Japan Airlines e a antiga Japan National Railways (JNR).
A JR Central é agora a responsável pela infraestrutura e investigação. Os comboios propriamente ditos são popularmente chamados de "carros lineares" (リニアーカー) apesar de terem havido muitas variações técnicas.

## Linha de testes de Yamanashi
Anteriormente era uma linha de testes construída na prefeitura de Miyazaki para a investigação e desenvolvimento na década de 1970. Após muitos testes bem sucedidos, foi construída uma linha de testes de 18 km com túneis, pontes, viadutos e aterros entre Otsuki e Tsuru na prefeitura de Yamanashi. Apesar de ainda não terem sido iniciados os planos exactos e construção da linha, a linha de Yamanashi poderá mais tarde vir a estar integrada na linha de serviço. Os comboios actualmente em fase de testes para resistência e optimização de custos, têm velocidades de cruzeiro de mais de 500 km/h, tornando o Chuō Shinkansen a linha de caminho de ferro mais rápida do mundo. Os cidadãos da prefeitura de Yamanashi e algumas categorias de funcionários do Estado são elegíveis para viagens gratuitas, sendo que já cerca de 200.000 pessoas tomaram parte das viagens experimentais.

## Escolha da rota
A rota proposta para o Chuō Shinkansen segue a linha Principal de Chuō entre Tóquio e Nagoya, e a linha Principal de Kansai entre Nagoya e Osaka, atravessando áreas menos povoadas, tendo esta linha sido no entanto escolhida devido à altamente congestionada linha Tōkaidō Shinkansen, e também como uma alternativa de evacuação de alta-velocidade das áreas metropolitanas em caso de emergência. A tecnologia maglev é única no sentido de que pode subir colinas íngremes sem qualquer perda de velocidade (pois a força magnética é maior que a gravidade), e daí o seu grande atractivo para áreas montanhosas.

## Custos
No entanto, os grandes custos envolvidos na rebentação para abertura de túneis através das montanhas do Japão central levaram a que muitos observadores especulem que o projecto não irá avante devido ao défice do governo exceder os 170% do PNB, afirmando que seria um grande elefante branco que não amortizaria os custos se fosse realmente construído, para além de dos seus custos de manutenção elevadíssimos. De acordo com o International Railway Journal no artigo de Maio de 2003, estimou que o custo total do Chuō Shinkansen se elevaria a €64.7 mil milhões .
No entanto, a implementação do maglev na linha costeira Tōkaidō Shinkansen implicaria um investimento muitíssimo menor, com o senão de causar explosões sonoras excessivamente ruidosas durante a entrada do comboio em túneis a alta velocidade, situação inadmissível para a vida dos cidadãos em áreas tão densamente povoadas como são particularmente no Japão.

## Dados Técnicos
A 2 de Dezembro de 2003, o comboio MLX-01 de três carruagens obteve a melhor marca mundial de velocidade com uma velocidade máxima de 581 km/h numa viagem tripulada. Também obteve outra marca de dois comboios a cruzarem um pelo outro a uma velocidade relativa de 1026 km/h. O termo "linear" é uma referência ao uso de um motor linear como meio de propulsão.